# Enrique Díaz Indiano
Enrique Díaz Indiano (Valencia, 7 de enero de 1898- Ciudad de México, 3 de octubre de 1970) fue un actor español, nacido en Valencia del Ventoso, provincia de Badajoz (Extremadura). 
Casado con la actriz mexicana Andrea Palma, con la que se trasladó a México, país en la que desarrolló la mayor parte de su carrera, participando en un buen número de películas bajo el mando de importantes directores de cine, entre ellos el también español Luis Buñuel.

## Filmografía
- Cuando los hijos se van (1969)
- Gutierritos (telenovela de 1966)
- Guadalajara en verano (1965)
- México de mis recuerdos (1963)
- Corazón de niño (1963)
- La edad de la inocencia (1962)
- La hermana blanca (1960)
- Las canciones unidas (1960)
- El tesoro de Chucho el Roto (1960)
- La estrella vacía (1960)
- Cada quién su vida (1959)
- 800 leguas por el Amazonas (1959)
- Siete pecados (1959)
- El hombre que logró ser invisible (1958)
- Maratón de baile (1958)
- Quiero ser artista (1958)
- Refifí entre las mujeres (1957)
- El gallo colorado (1957)
- La mujer que no tuvo infancia (1957)
- Tres melodías de amor (1955)
- Para siempre (1955)
- Ensayo de un crimen (1955)
- Maternidad imposible (1955)
- La rival (1955)
- El joven Juárez (1954)
- Reto a la vida (1954)
- Camelia (1954)
- Reportaje (1953)
- La muerte es mi pareja (Quiero vivir) (1953)
- Cuatro horas antes de morir (1953)
- Padre nuestro (1953)
- Eugenia Grandet (1953)
- Los solterones (1953)
- La cobarde (1953)
- Sor Alegría (1952)
- Las tres alegres comadres (1952)
- Rostros olvidados (1952)
- La noche es nuestra (1952)
- Stolen Paradise (1951)
- Historia de un corazón (1951)
- Sensualidad (1951)
- The Absentee (1951)
- Inmaculada (1950)
- Médico de guardia (1950)